# Showtime (Bro'Sis)
Showtime è il terzo album in studio del gruppo musicale tedesco Bro'Sis, pubblicato nel 2004.

## Tracce
1. Crazy Radio (Intro) – 0:29
2. Wiggle It – 3:40
3. U Build Me Up – 4:35
4. Freaky (Intro) – 0:45
5. Freaky Deaky – 3:34
6. Crazy – 2:59
7. Fed Up – 3:38
8. Funk U – 3:53
9. Lie About Us – 4:02
10. Make Up (Intro) – 1:12
11. Make Up Your Mind – 3:12
12. My One and Only – 3:30
13. Freak Out – 2:53
14. Wanna Be Free – 4:05
15. Dirty Girl – 3:57
16. Outro – 1:15